# European Film Awards per il miglior regista
L'European Film Award per il miglior regista viene assegnato al miglior regista dell'anno dalla European Film Academy.
L'austriaco Michael Haneke è l'unico regista ad aver vinto il premio tre volte. L'italiano Paolo Sorrentino, il polacco Paweł Pawlikowski e lo spagnolo Pedro Almodóvar sono invece stati premiati due volte; quest'ultimo è anche il regista che ha ricevuto il maggior numero di candidature (cinque).

## Vincitori e candidati
L'elenco mostra il vincitore di ogni anno, seguito dai registi che hanno ricevuto una candidatura. Per ogni regista viene indicato il titolo del film in italiano e il titolo originale tra parentesi.

### 1980
- 1988
  - Wim Wenders - Il cielo sopra Berlino (Der Himmel über Berlin)
  - Terence Davies - Voci lontane... sempre presenti (Distant Voices, Still Lives)
  - Manoel de Oliveira - I cannibali (Os Canibais)
  - Louis Malle - Arrivederci ragazzi (Au Revoir Les Enfants)
  - Sergej Iosifovič Paradžanov - Asik Kerib - Storia di un ashug innamorato (Ashug-Karibi)
- 1989
  - Géza Bereményi - A peso d'oro (Eldorádó)
  - Theo Angelopoulos - Paesaggio nella nebbia (Topio stin omichli)
  - Maciej Dejczer - 300 mil do nieba
  - Vasilij Picul - La piccola Vera (Malen'kaja Vera)
  - Jim Sheridan - Il mio piede sinistro (My Left Foot: The Story of Christy Brown)

### 2000
- 2001
  - Jean-Pierre Jeunet - Il favoloso mondo di Amélie (Le fabuleux destin d'Amélie Poulain)
  - José Luis Garci - You're the One - Una Historia de Entonces (Una historia de entonces)
  - Péter Gothár - Paszport
  - Ermanno Olmi - Il mestiere delle armi
  - François Ozon - Sotto la sabbia (Sous le sable)
  - Éric Rohmer - La nobildonna e il duca (L'anglaise et le duc)
- 2002
  - Pedro Almodóvar - Parla con lei (Hable con ella)
  - Marco Bellocchio - L'ora di religione
  - Andreas Dresen - Catastrofi d'amore (Halbe Treppe)
  - Aki Kaurismäki - L'uomo senza passato (Mies vailla menneisyyttä)
  - Mike Leigh - Tutto o niente (All or Nothing)
  - Ken Loach - Sweet Sixteen
  - Roman Polański - Il pianista (The Pianist)
  - Aleksandr Sokurov - Arca russa (Russkiy kovcheg)
- 2003
  - Lars von Trier - Dogville
  - Wolfgang Becker - Good Bye, Lenin!
  - Nuri Bilge Ceylan - Uzak
  - Isabel Coixet - La mia vita senza me (My Life Without Me)
  - Marco Tullio Giordana - La meglio gioventù
  - Michael Winterbottom - Cose di questo mondo (In This World)
- 2004
  - Alejandro Amenábar - Mare dentro (Mar adentro)
  - Fatih Akın - La sposa turca (Gegen die Wand)
  - Pedro Almodóvar - La mala educación (La mala educación)
  - Theo Angelopoulos - La sorgente del fiume (Trilogia: To livadi pou dakryzei)
  - Nimród Antal - Kontroll
  - Agnès Jaoui - Così fan tutti (Comme une image)
- 2005
  - Michael Haneke - Niente da nascondere (Caché)
  - Susanne Bier - Non desiderare la donna d'altri (Brødre)
  - Álex de la Iglesia - Crimen perfecto - Finché morte non li separi (Crimen ferpecto)
  - Roberto Faenza - Alla luce del sole
  - Paweł Pawlikowski - My Summer of Love
  - Cristi Puiu - La morte del signor Lazarescu (Moartea domnului Lazarescu)
  - Wim Wenders - Non bussare alla mia porta (Don't Come Knocking)
- 2006
  - Pedro Almodóvar - Volver
  - Susanne Bier - Dopo il matrimonio (Efter brylluppet)
  - Emanuele Crialese - Nuovomondo
  - Florian Henckel von Donnersmarck - Le vite degli altri (Das Leben der Anderen)
  - Ken Loach - Il vento che accarezza l'erba (The Wind That Shakes the Barley)
  - Michael Winterbottom e Mat Whitecross - The Road to Guantanamo
- 2007
  - Cristian Mungiu - 4 mesi, 3 settimane, 2 giorni (4 luni, 3 saptamâni si 2 zile)
  - Fatih Akın - Ai confini del paradiso (Auf der anderen Seite)
  - Roy Andersson - You, the Living (Du levande)
  - Stephen Frears - The Queen - La regina (The Queen)
  - Kevin Macdonald - L'ultimo re di Scozia (The Last King of Scotland)
  - Giuseppe Tornatore - La sconosciuta
- 2008
  - Matteo Garrone - Gomorra
  - Laurent Cantet - La classe - Entre les murs (Entre les murs)
  - Andreas Dresen - Settimo cielo (Wolke 9)
  - Ari Folman - Valzer con Bashir (Waltz with Bashir)
  - Steve McQueen - Hunger
  - Paolo Sorrentino - Il divo
- 2009
  - Michael Haneke - Il nastro bianco (Das Weisse Band)
  - Pedro Almodóvar Gli abbracci spezzati (Los abrazos rotos)
  - Andrea Arnold - Fish Tank
  - Jacques Audiard - Il profeta (Un prophète)
  - Danny Boyle - The Millionaire (Slumdog Millionaire)
  - Lars von Trier - Antichrist

### 2010
- 2010
  - Roman Polański - L'uomo nell'ombra (The Ghost Writer)
  - Olivier Assayas - Carlos
  - Semih Kaplanoğlu - Bal
  - Samuel Maoz - Lebanon
  - Paolo Virzì - La prima cosa bella
- 2011
  - Susanne Bier - In un mondo migliore (Hævnen)
  - Jean-Pierre e Luc Dardenne - Il ragazzo con la bicicletta (Le Gamin au vélo)
  - Aki Kaurismäki - Miracolo a Le Havre (Le Havre)
  - Béla Tarr - Il cavallo di Torino (A Torinói ló)
  - Lars von Trier - Melancholia
- 2012
  - Michael Haneke - Amour
  - Nuri Bilge Ceylan - C'era una volta in Anatolia (Bir zamanlar Anadolu'da)
  - Steve McQueen - Shame
  - Paolo e Vittorio Taviani - Cesare deve morire
  - Thomas Vinterberg - Il sospetto (Jagten)
- 2013
  - Paolo Sorrentino - La grande bellezza
  - Pablo Berger - Blancanieves
  - Abdellatif Kechiche - La vita di Adele (La vie d'Adele - Chapitres 1 & 2)
  - François Ozon - Nella casa (Dans la maison)
  - Giuseppe Tornatore - La migliore offerta
  - Felix Van Groeningen - Alabama Monroe - Una storia d'amore (The Broken Circle Breakdown)
- 2014
  - Paweł Pawlikowski - Ida
  - Nuri Bilge Ceylan - Il regno d'inverno - Winter Sleep (Kış Uykusu)
  - Steven Knight - Locke
  - Ruben Östlund - Forza maggiore (Force majeure)
  - Paolo Virzì - Il capitale umano
  - Andrej Petrovič Zvjagincev - Leviathan (Leviafan)
- 2015
  - Paolo Sorrentino - Youth - La giovinezza (Youth)
  - Roy Andersson - Un piccione seduto su un ramo riflette sull'esistenza (En duva satt på en gren och funderade på tillvaron)
  - Yorgos Lanthimos - The Lobster
  - Nanni Moretti - Mia madre
  - Sebastian Schipper - Victoria
- 2016
  - Maren Ade - Vi presento Toni Erdmann (Toni Erdmann)
  - Pedro Almodóvar - Julieta
  - Ken Loach - Io, Daniel Blake (I, Daniel Blake)
  - Cristian Mungiu - Un padre, una figlia (Bacalaureat)
  - Paul Verhoeven - Elle
- 2017
  - Ruben Östlund - The Square
  - Ildikó Enyedi - Corpo e anima (Testről és lélekről)
  - Aki Kaurismäki - L'altro volto della speranza (Toivon tuolla puolen)
  - Yorgos Lanthimos - Il sacrificio del cervo sacro (The Killing of a Sacred Deer)
  - Andrej Petrovič Zvjagincev - Loveless (Nelyubov)
- 2018
  - Paweł Pawlikowski - Cold War (Zimna wojna)
  - Ali Abbasi - Border - Creature di confine (Gräns)
  - Matteo Garrone - Dogman
  - Samuel Maoz - Foxtrot - La danza del destino (Foxtrot)
  - Alice Rohrwacher - Lazzaro felice
- 2019
  - Yorgos Lanthimos - La favorita (The Favourite)
  - Pedro Almodóvar - Dolor y gloria
  - Marco Bellocchio - Il traditore
  - Roman Polański - L'ufficiale e la spia (J'accuse)
  - Céline Sciamma - Ritratto della giovane in fiamme (Portrait de la jeune fille en feu)

### 2020
- 2020
  - Thomas Vinterberg - Un altro giro (Druk)
  - Agnieszka Holland - Charlatan
  - Jan Komasa - Corpus Christi (Boże Ciało)
  - Pietro Marcello - Martin Eden
  - François Ozon - Estate '85 (Été 85)
  - Maria Sødahl - Håp
- 2021
  - Jasmila Žbanić - Quo vadis, Aida?
  - Radu Jude - Sesso sfortunato o follie porno (Babardeală cu bucluc sau porno balamuc)
  - Florian Zeller - The Father - Nulla è come sembra (The Father)
  - Paolo Sorrentino - È stata la mano di Dio
  - Julia Ducournau - Titane
- 2022
  - Lukas Dhont - Close
  - Marie Kreutzer - Il corsetto dell'imperatrice (Corsage)
  - Jerzy Skolimowski - EO
  - Ali Abbasi - Holy Spider
  - Alice Diop - Saint Omer
  - Ruben Östlund - Triangle of Sadness
- 2023
  - Justine Triet - Anatomia di una caduta (Anatomie d'une chute)
  - Aki Kaurismäki - Foglie al vento (Kuolleet lehdet)
  - Agnieszka Holland - Zielona granica
  - Matteo Garrone - Io capitano
  - Jonathan Glazer - La zona d'interesse (The Zone of Interest)
- 2024
  - Jacques Audiard - Emilia Pérez
  - Andrea Arnold - Bird
  - Pedro Almodóvar - La stanza accanto (The Room Next Door)
  - Mohammad Rasoulof - Il seme del fico sacro (Dāne-ye anjīr-e ma'ābed)
  - Maura Delpero - Vermiglio